# Бамбиза, Иван Михайлович
Иван Михайлович Бамбиза (Іван Міхайлавіч Бамбіза; род. 8 октября 1952, д. Лясковичи Петриковского района Гомельской области БССР) — белорусский государственный деятель. С мая 2004 года и по декабрь 2010 года — заместитель Премьер-министра Республики Беларусь. С 2012 года заместитель Государственного секретаря Союзного государства — член Постоянного Комитета Союзного государства.

## Биография
- в 1970 году окончил Лясковичскую среднюю школу с золотой медалью.
- в 1971—1975 годах учился на факультете механизации сельского хозяйства Белорусского института механизации сельского хозяйства (БИМСХ). С 2004 года является Почетным профессором Белорусского государственного аграрного технического университета, являющегося правопреемником БИМСХ.
- в 1975 году после окончания БИМСХа попадает по распределению в совхоз имени Некрасова Гомельского района на должность главного инженера.
- 1976—1983 — Главный инженер совхоза «Бринево» Петриковского района.
- 1983—1985 — Директор совхоза «Голубицкий» Петриковского района.
- 1985—1987 — Начальник управления сельского хозяйства Петриковского районного исполнительного комитета.
- в 1989 году — учёба в Минской высшей партийной школе.
- 1987—1991 — Председатель Речицкого районного исполнительного комитета.
- в 1990 году избран депутатом Верховного Совета БССР XII созыва от Василевичского избирательного округа № 228.
- 1990—1995 — Депутат Верховного Совета БССР (РБ), член Конституционной комиссии, Секретарь планово-бюджетной комиссии Верховного Совета БССР (РБ), с 22.02.1994 — заместитель Председателя Верховного Совета БССР (РБ), член Правления Национального банка Республики Беларусь.
- 1995—1997 — Министр по делам Содружества Независимых Государств Совета Министров Республики Беларусь.
- 1997—2004 — Президент (с 2003 года — Председатель) Белорусского государственного концерна по нефти и химии «Белнефтехим».
- с мая 2004 — по декабрь 2010 — Заместитель Премьер-министра Республики Беларусь. Присвоен высший класс государственного служащего.
- с 2012 года — по настоящее время — Заместитель Государственного секретаря Союзного государства — член Постоянного Комитета Союзного государства.

Председатель наблюдательного совета ОАО «Белагропромбанк».
Член валютно-кредитной комиссии Совета Министров РБ, комиссий по развитию сотрудничества с Республикой Казахстан, Кыргызской Республикой, Республикой Молдова.
Председатель координационного совета государственной комплексной целевой научно-технической программы «Развитие села».
Председатель Государственного экспертного совета по вопросам использования недр при Совете Министров Республики Беларусь.
Заместитель Государственного секретаря Союзного государства.
Женат. Имеет сына и дочь.

## Награды
- Орден Отечества III степени (2002)
- Почетная грамота Национального собрания Республики Беларусь